# Ronroco (album)

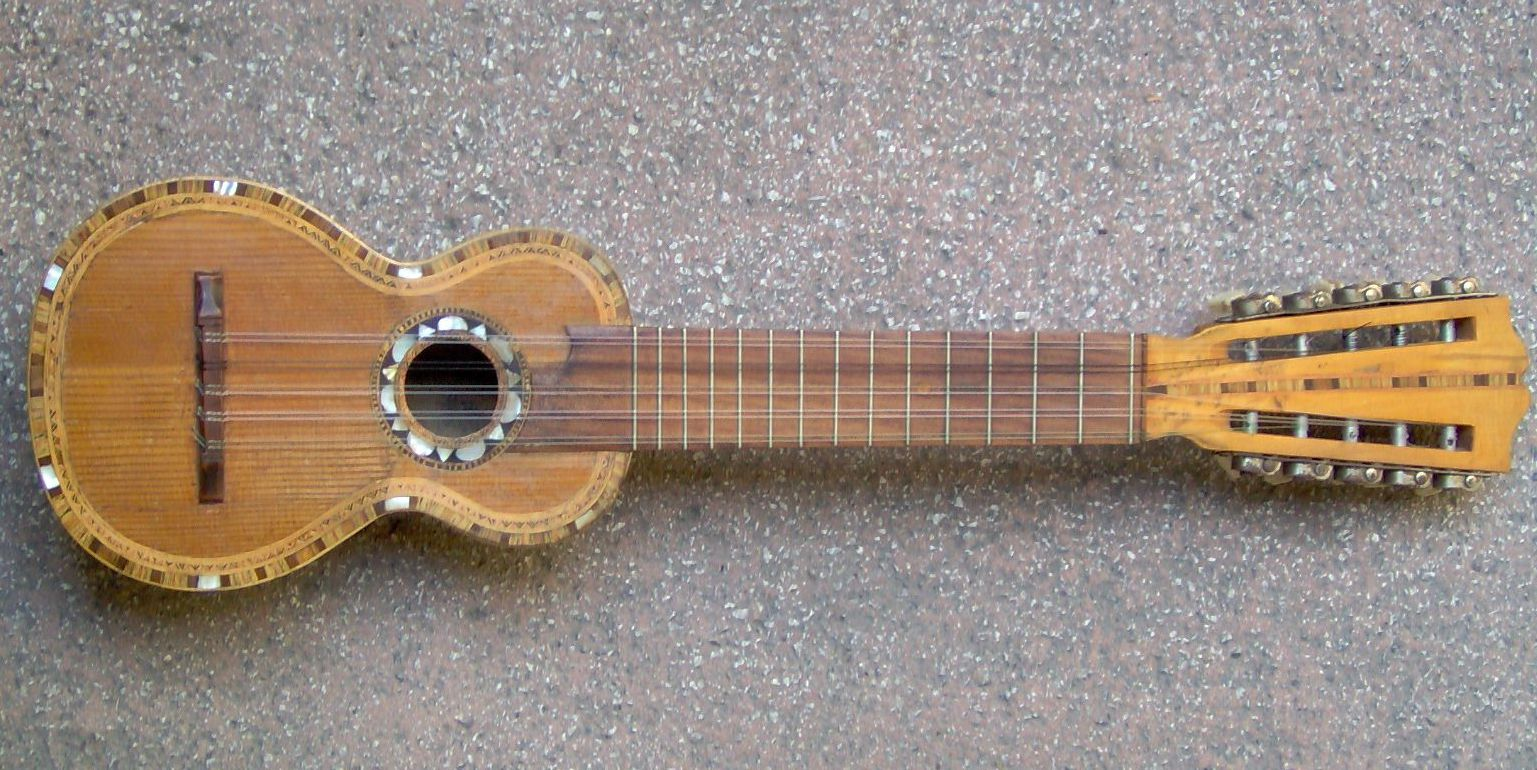
Een Boliviaanse charango.

Ronroco is het derde solostudioalbum van de Argentijnse componist Gustavo Santaolalla.

## Achtergrond
Het derde en tot op heden laatste studioalbum van Gustavo Santaolalla volgt op zijn eponieme debuutalbum Santaolalla (1982) en zijn tweede soloalbum Gas (1995). Het album ontleent zijn naam aan het gelijknamige Boliviaanse muziekinstrument, de ronroco, die afkomstig is uit de charangofamilie. Het instrument, dat vijf dubbele snaren heeft en iets groter en lager in toon is dan de charango, een klein snaarinstrument dat oorspronkelijk uit Peru komt, wordt gekenmerkt door zijn hese (ronco in het Spaans) klank.
Santaolalla gebruikt de ronroco ook daadwerkelijk op het album, terwijl het karakteristieke geluid van de ukeleleachtige charango de overhand heeft.
De sound van Ronroco laveert tussen in het oeuvre van Santaolalla vertrouwde en nieuwe elementen. Bekend is de melange van progressieve rock en Latijns-Amerikaanse folkmuziek, zoals hij deed als frontman van de pionierende Argentijnse rock-en-españolband Arco Iris (1968-1975), waar nieuwere invloeden afkomstig zijn uit de muziek uit Japan, Afrika en Oost-Europa.
Ondanks dat deze invloeden aanwezig zijn, treden ze niet op de voorgrond. Daarnaast blijven ze niet permanent in zijn werk, zo zei Santaolalla op de NPR: ‘‘Je kunt invloeden uit de Oost-Europese muziek erin terugvinden, enige Japanse muziek. Het is maar net wat eruit komt, wanneer ik een instrument pak.’’
Bovenal is Ronroco een verzameling van 12 puntige – met maximumlengte 4:54 – instrumentals, geënt op de Latijns-Amerikaanse folktraditie. De traditionele Latijns-Amerikaanse instrumenten staan naast de gitaar en de vibrafoon van muzikale bloedbroeder Anibal Kerpel. In zijn jonge jaren legde Santaolalla de basis voor Ronroco. Al jong bespeelde hij de charango; het fundament voor het album was ‘‘het verzamelen van muziek en ideeën’’ ervoor; hij heeft jarenlang eraan kunnen werken.
De lange tijd die de tracks gehad hebben om te rijpen, heeft ervoor gezorgd dat Ronroco een grote sprong voorwaarts betekende voor de muziek van Santaolalla. Zijn latere soundtrackwerk grijpt niet zelden terug op zijn hier en daar baanbrekende solowerk uit de jaren negentig. Volgens Leo Stanley (AllMusic) is hij zelfs geslaagd in het creëren van ‘‘een hypnotische plaat die als geen ander in de wereldmuziek klinkt.’’ ‘‘Het idee was een niet-traditioneel album te maken, een sonisch landschap’’, aldus Santaolalla. ‘‘Dit album bracht een andere, minder bekende kant van mij naar voren. De uitdaging was het eenvoudig te houden zonder enkele rafelranden eruit te halen, binnen de grenzen blijvend van de subtiliteit en de fijngevoeligheid die deze muziek nodig heeft.’’

## Gebruik in de media
Door veelvuldig gebruik in mediaproducties hebben twee nummers van het album bekendheid gekregen.
- De bijna-solo-charango-instrumental Iguazu is gebruikt in televisieseries als 24 en Deadwood en werd onderdeel van de soundtracks van de films The Insider (1999)[4], Collateral (2004) en Babel (2006), een film waarvoor Santaolalla zelf een deel van de score componeerde en waarbij hij na eerder samenwerken voor de films Amores Perros en 21 Grams opnieuw de krachten bundelde met regisseur Alejandro González Iñárritu. Ook was Iguazu in 2007 te horen op de achtergrond van een Vodafone-televisiecommercial.
- De Ushuaia A La Quiaca kwam terecht op het soundtrackalbum bij Diarios de motocicleta (2004), waarvoor Santaolalla eveneens  (grotendeels) de muziek componeerde, en was onder andere te horen in het zesde seizoen van Wie is de Mol? (2006), dat zich in Argentinië afspeelde.

## Tracklist[2]
Alle muziek geschreven door Gustavo Santaolalla.
1. "Way Up" – 4:06
2. "Gaucho" – 3:12
3. "Atacama" – 3:18
4. "Coyita" – 3:19
5. "Jardin" – 3:07
6. "De Ushuaia A La Quiaca" – 2:54
7. "Zenda" – 3:25
8. "Lela" – 2:57
9. "Iguazu" – 4:54
10. "Pampa" – 4:22
11. "Del Pago" – 3:03
12. "La Vuelta" – 3:06

## Bezetting[2][5]
- Gustavo Santaolalla – producent; componist; mixage; charango; gitaar; ronroco; maulincho; fluit; tinwhistle; gitarron; mondharmonica
- Anibal Kerpel – co-producent; opname; mixage; vibrafoon; melodica
- Jaime Torres – charango
- Doug Schwartz – digital processing
- Steve Hall – mastering
- Victoria Goldman – artwork
- Hollister Dru-Breslin - artwork
- Chris Cuffaro - artwork

## Trivia

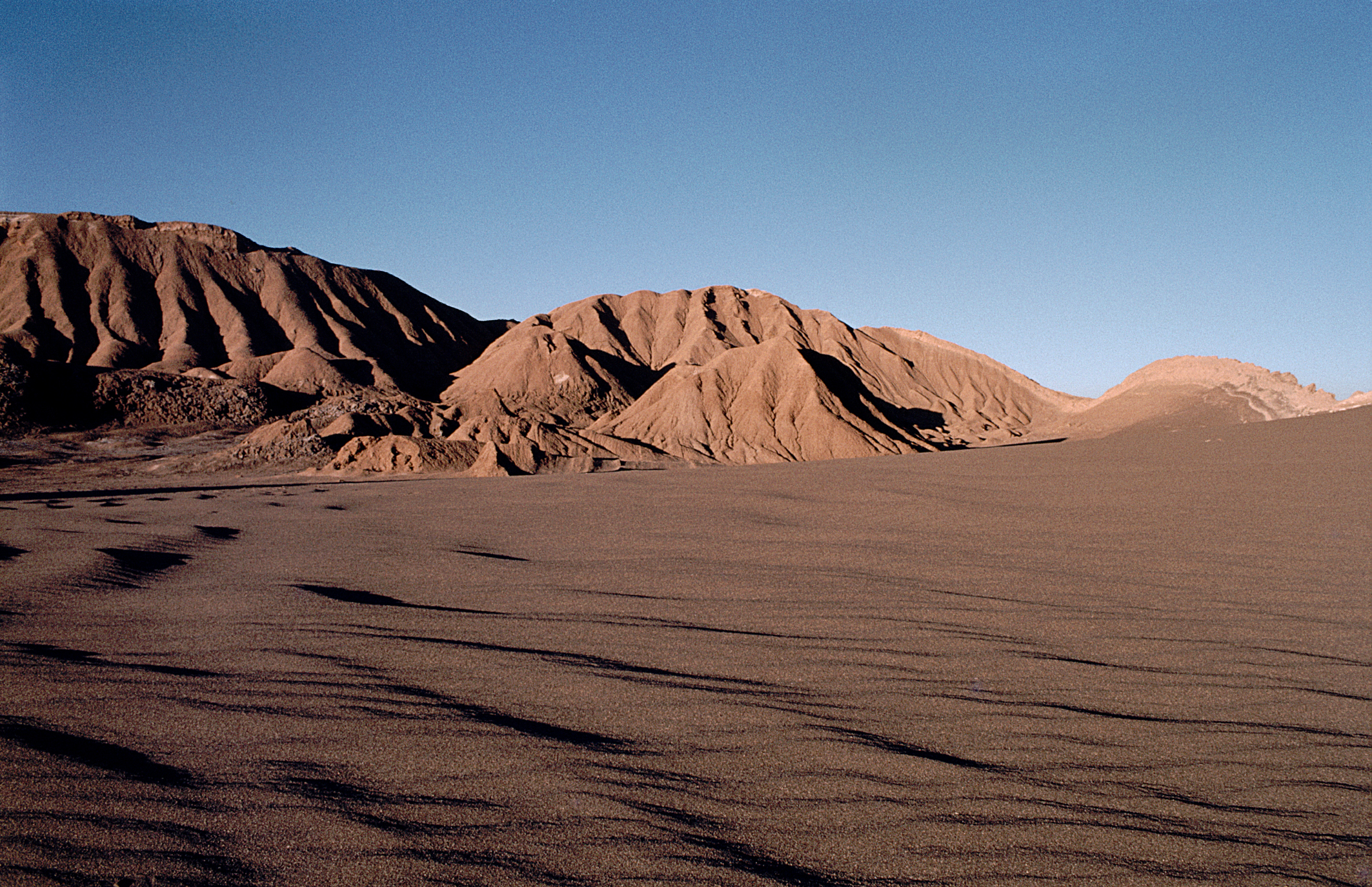
De gortdroge Chileense Atacamawoestijn, bekendstaand als de droogste ter wereld.

- Louter de eerste instrumental op het album draagt een Engelstalige titel (Way Up). Sommige titels zijn geïnspireerd op algemene Zuid-Amerikaanse cultuur (Gaucho) en natuur (Atacama; Pampa; Iguazu).
- De tracktitel De Ushuaia A La Quiaca stamt mogelijk uit 1984, toen León Gieco, een door Santaolalla onder de hoede genomen artiest, zijn tournee door Argentinië De Ushuaia a La Quiaca noemde.[6] Ushuaia ligt in Vuurland en is de zuidelijkst gelegen stad ter wereld; La Quiaca is een plaats in Argentinië aan de grens met Bolivia. Een andere mogelijkheid is dat de titel ontleend is aan een crossmediaal project waarvoor Santaolalla en Gieco in ongeveer twee jaar door heel Argentinië reisden (van Ushuaia naar La Quiaca) om een album op te nemen met oudere Argentijnse folkmuzikanten, De Ushuaia a La Quiaca (1985) genaamd, als geestelijk voorloper van de Cubaanse Buena Vista Social Club (1996).[4][6]
- In 1997 richtte Santaolalla zijn platenmaatschappij Surco Records op als joint venture met Universal.[4][6] Saillant detail is dat Ronroco op Nonesuch Records uitgebracht werd, onderdeel van de concurrerende maatschappij Warner Music Group. Santaolalla verklaarde dit door te zeggen dat hij ‘‘die vrijheid heeft’’ en ‘‘dat hij niet mag klagen.’’[6]
- Het album werd opgenomen in La Casa, Los Angeles.[2]